# Nashville, Kansas
Nashville är en ort i Kingman County i Kansas. Vid 2010 års folkräkning hade Nashville 64 invånare.